# ジョルジオ・アベッティ
ジョルジオ・アベッティ（Giorgio Abetti、1882年10月5日 - 1982年8月24日）は、イタリアの太陽天文学者である。
著名な天文学者アントニオ・アベッティの息子としてパドヴァで生まれ、パドヴァ大学とローマ・ラ・サピエンツァ大学で学んだ。
ローマ学院天文台で助手として研究を始め、1921年に父親からアルチェトリ天文台長の地位を継いで、1957年まで務めた。同時期にフィレンツェ大学教授も務めた。
1936年にシベリア、1952年にスーダンを訪れ、日食の観測を行ったことで良く知られる。1948年から1949年にはカイロ大学の客員教授も務めた。1938年に国際天文学連合の副会長となり、1915年にイタリア地学会から銀メダル、1925年にアッカデーミア・デイ・リンチェイからPremio reale、1937年には、フランス天文学会で最高の賞であるジュール・ジャンサン賞を受賞した。
月のクレーターの1つアベッティと小惑星(2646) アベッティは、ジョルジオと父親のアントニオに因んで命名された。

## 著書
天文学関係の人気の著作を何冊か書いている。
- Handbook of Astrophysicsn
- Nebulae and Galaxiesn
- Solar Researchn
- Stars and Planetsn
- The Exploration of the Universen
- The History of Astronomyn (1952, 英語版)
- The Sun (1957)